# Salmeroncillos de Abajo
Salmeroncillos de Abajo es una localidad del municipio conquense de Salmeroncillos, en la Comunidad Autónoma de Castilla-La Mancha (España). 
La iglesia está dedicada a Nuestra Señora de la Zarza.

## Localidades limítrofes
Confina con las siguientes localidades:
- Al norte con Salmeroncillos de Arriba.
- Al este con Valdeolivas.
- Al sureste con Villar del Infantado.
- Al suroeste con Alcocer.
- Al oeste con Millana.

## Demografía
Evolución de la población
| Gráfica de evolución demográfica de Salmeroncillos de Abajo entre 2000 y |
|                                                                          |
| Población de derecho (2000-2023) según el padrón municipal del INE       |

## Historia
Así se describe a Salmeroncillos de Abajo en el tomo XIII del Diccionario geográfico-estadístico-histórico de España y sus posesiones de Ultramar, obra impulsada por Pascual Madoz a mediados del siglo XIX:

villa con ayuntamiento, al cual se halla unido Salmeroncillos de Arriba, en la provincia y diócesis de Cuenca (10 leguas), partido judicial de Priego (3), audiencia territorial de Albacete (30) y capitanía general de Castilla la Nueva (Madrid 20). Situada al extremo N de la provincia, en una pequeña colina que domina una veguita; su clima es algo frío, combatido por los vientos de N y O y propenso a tercianas, erisipelas y viruelas. Consta de 116 casas con la del ayuntamiento que sirve también de cárcel; escuela de niños a la que concurren 30, inclusos los de Salmeroncillos de Arriba, dotada con 1.500 reales; una fuente de buenas aguas dentro de la población y varias fuera; iglesia parroquial (Nuestra Señora de la Zarza) que tiene por aneja la de Salmeroncillos de Arriba, servida por un vicario ecónomo de primer ascenso y un teniente para el anejo, y fuera del pueblo una ermita titulada de San Juan Bautista. El término confina por N con Salmerón; E Valdeolivas; S Alcocer, y O Millana y Escamilla; el terreno es de mediana calidad y de secano a excepción de unas veguitas que se riegan con un pequeño arroyo titulado Garivay que cruza el término y otro que baja de Escamilla; al S del pueblo hay un monte de corta extensión denominado Valdegallos poblado de roble, romero y otros arbustos; también se ven por su término algunos frutales; los caminos son locales y en mal estado; la correspondencia se recibe de Sacedón los miércoles, viernes y domingos y sale jueves, lunes y sábados. Producciones: trigo, cebada, aceite, vino, patatas, judías y algunas frutas; la cosecha más considerable es la de aceite; se cría ganado lanar y vacuno, y caza de liebres, perdices y conejos. Industria: la agrícola, 3 molinos harineros y uno de aceite. Comercio: la exportación de los productos sobrantes y la venta de muletas a que están dedicados algunos vecinos. Población: 145 vecinos, 577 almas. Capital productivo (inclusa la parte correspondiente a su anejo): 1.924.720 reales. Imponible: 96.236.
Diccionario geográfico-estadístico-histórico de España y sus posesiones de Ultramar